# Påskefrokost
Påskefrokost er et fællesarrangement, hvor der ved en frokost serveres dansk smørrebrød og lune retter i anledning af højtiden.
Arrangementet er meget lig julefrokost og pinsefrokost. Et særligt indslag er påskeøl, påskebryg, som kommer i handlen den såkaldte P-dag.